# Noda Josihiko
Noda Josihiko (野田 佳彦; Hepburn: Yoshihiko Noda; 1957. május 20. –) japán politikus, a Demokrata Párt színeiben a japán országgyűlés alsóházának képviselője, 2010. június 8. óta az ország pénzügyminisztere, és a lemondott Kan Naoto helyére választott miniszterelnök, öt éven belül a hatodik ezen a poszton. A 2012-es általános választáson vereséget szenvedett pártja, ő pedig a vereséget elfogadva lemondott a párt éléről. A miniszterelnöki poszton Abe Sinzó követte.

## Élete
A Csiba prefektúra területén született Funabasiban a Japán Önvédelmi Haderő egyik katonájának gyermekeként. Tanulmányait a Vaszeda Egyetemen és a Macusita Intézetben végezte. 1987-ben választották be először a prefektúrai gyűlésbe képviselőnek.
1993-ban az országgyűlés alsóházába is bekerült az azóta megszűnt Japán Új Párt tagjaként, mint a prefektúra 4. választókerületének képviselője. Később csatlakozott a Demokrata Párthoz, ahol az országgyűlési ügyek és a párt public relations irodájának vezetője lett. Miután 2009 szeptemberében pártja került kormányra, pénzügyminiszter-helyettes lett. 2010 júniusában a miniszterelnöki posztot átvevő korábbi pénzügyminiszter, Kan Naoto Nodát nevezte ki utódjának.
Habár Noda azt állította, hogy Japán legnagyobb vagyona az Amerikai Egyesült Államokkal fennálló szövetsége, 2002-ben egy alkalommal azt mondta, hogy Japánnak az Egyesült Államoktól független pozíciót kéne elfoglalnia alkalmanként.
2005 októberében Noda azért kritizálta Koizumi Dzsunicsiró miniszterelnököt, mert úgy tűnt az A osztályú japán háborús bűnösöket nem tekinti bűnösnek, azonban Nodát is érte kritika mivel támogatta Koizumi látogatásait a Jaszukuni-szentélyben, ahol a háborús bűnösök is nyugszanak. 2011. augusztus 15-én, a második világháborús japán fegyverletétel évfordulóján kijelentette, hogy a szövetségesek által elítélt háborús bűnösöket nem tekinti valóban bűnösnek.
Kan Naoto 2011 augusztusi lemondása után Noda a jelöltek között volt az utódlásról tartott szavazáson. A szavazás első fordulójában a második helyen végzett, a második fordulóban pedig ő és Kaieda Banri gazdasági, kereskedelmi és ipari miniszter versengett a miniszterelnökséget is jelentő pártelnöki pozícióért. A három kieső jelölt mindegyike Nodát támogatta, aki így 215:177 arányban nyert. Augusztus 30-án a képviselőház 475 érvényes szavazatából 308 szólt mellette, majd az ellenzéki többségű felsőház is megszavazta, így ő lett japán 95. miniszterelnöke, és a 6. ezen a poszton 2006 óta. Szeptember 2-án Akihito császár formális ceremónia keretén belül hivatalba iktatta őt és újonnan alakított kormányát. Három nappal később az új kormány népszerűsége 65%-on állt.